# Ballerina con bouquet
Ballerina con bouquet (Fin d'arabesque) è un dipinto del pittore francese Edgar Degas, realizzato intorno al 1877 e conservato al museo d'Orsay di Parigi.

## Descrizione
In questo dipinto Degas sceglie di analizzare le attitudini corporee e le movenze dei corpi femminili. In primo piano troviamo infatti una ballerina che saluta il pubblico alla fine del suo numero, colta da un'audacissima prospettiva dall'alto, con le braccia e le gambe disposte a stella. Degas, per aumentare il dinamismo della composizione, non esita infatti a concedersi ampie libertà di prospettiva, e sceglie di ritrarre la danzatrice da un punto di visuale che tra l'altro era precluso agli spettatori, ai quali era destinata una visione frontale. A notarlo vi fu anche Paul Valéry:
(Paul Valéry)
Le altre ballerine, colte in una moltitudine di movimenti, sono appiattite sullo sfondo e disposte come se fossero figure di un fregio antico. L'opera, effettivamente, realizza difficili equilibri sia compositivi, sia cromatici (il candore della veste della ballerina in primo piano, infatti, viene bilanciato dalla policromia del bouquet). La riverenza dell'étoile con in mano il bouquet di fiori, tra l'altro, viene realizzata in presenza di una luce molto violenta, che si proietta sulle varie figure con inquietante acutezza. L'opera, frutto di un melange di pittura, pastello ed essenza, testimonia infine l'instancabile curiosità che spronava Degas a sperimentare soluzioni formali inedite e, soprattutto, a tentare diverse possibilità nel campo delle procedure artistiche.